# マグレガー・メイザース
マグレガー・メイザース（英: Macgregor Mathers, フルネーム: Samuel Liddell MacGregor Mathers, 1854年1月8日 - 1918年11月20日）は、イギリスのロンドン北部で生まれたオカルティスト。本名はサミュエル・リドル・マザーズ (Samuel Liddel Mathers)。自分はスコットランド人の末裔であると信じ、W・B・イェイツによれば、ケルト運動の影響を受けてマグレガー (MacGregor) と名乗るようになった。後にパリに移住し、スコットランド高地人の衣装をまとってグランストリー伯爵マグレガー (Count MacGregor, of Glenstrae) とも名乗った。
英国薔薇十字協会入会後、20世紀最大の西洋オカルト組織「黄金の夜明け団」創立者の一人となる。同団の参入儀礼を構築し、1897年に指導者となったが、2000年に団は分裂し、メイザーズに従った派閥は後に黄金の夜明けからA∴O∴（アルファオメガ）に改名した。
ロンドンの大英博物館図書閲覧室やパリの造兵廠図書館などで魔術書を渉猟し、グリモワール『ソロモンの大いなる鍵』や『術士アブラメリンの聖なる魔術の書』、他にもゴエティアはアレイスター・クロウリーに『ソロモン王のゴエティアの書』として無断で公刊されるなど多くの翻訳・編集を行い、その後のオカルトに影響を及ぼした。

## 経歴

### 初期

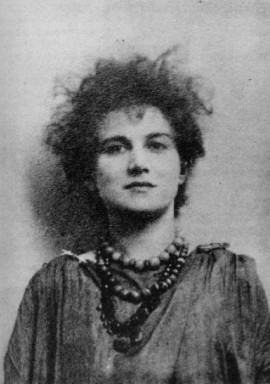
ミナ・ベルクソン(1887)

マグレガー・メイザースは、1854年1月8日にイギリスのロンドン、ハックニー区で生まれた。父親のウィリアム・M・メイザースは子供の頃に亡くなった。ベッドフォード・グラマースクールで学んだ後、母親とともにボーンマスに移住し、事務員などをして暮らしていた。1877年10月4日、ドーセットの南海岸に位置する当地にてフリーメイソンに入会、本格的に秘学の研究を開始した。1887年マスター・メイソンになる。1882年、検死官ウィリアム・ウィン・ウェストコットと知り合い、その紹介で、マスター・メイソンにのみ入会が許される英国薔薇十字協会(SRIA)に入会した。1885年に母親が亡くなるとロンドンに移住し、ウェストコットの旧居に住まわせてもらった。メイザースはフレデリック・ホランドからカバラについて教示を受けており、ホランドやフレデリック・ホックリー、ウェストコットらが名を連ねるオカルト研究会「八人協会」にも、ホックリー没後に加入した。1886年神智学協会から独立したアンナ・キングスフォードのヘルメス協会でカバラについて講義した。1887年『ゾーハル』のラテン語訳とその注釈『ヴェールを脱いだカバラ』を翻訳し、アンナ・キングスフォードに捧げた。大英博物館でミハウ・ベルクソンの娘で哲学者アンリ・ベルクソンの実妹でもあるスレード美術学校卒業後エジプト美術に関わっていたミナ・ベルクソンと出会う。9月ウィリアム・ウィン・ウェストコットの依頼でトリテミウスのポリグラフィアによる暗号で書かれていた暗号写本の復号に成功した。それにはドイツのアンナ・シュプレンゲルの住所があり、送った書簡の返信に、秘密の首領（シークレット・チーフ）から聖堂の設立と英国薔薇十字協会の会長ウィリアム・ロバート・ウッドマン・ウェストコット・メイザースの三人にアデプタスの許可があったとした。1888年3月1日、ドイツにある2つの神殿に続く黄金の夜明け団の第3神殿となる「イシス・ウラニア神殿」をロンドンに設立し、黄金の夜明け団の三首領の一人に名を連ねた。最初の参入者はミナ・ベルクソンである。

### 黄金の夜明け団時代

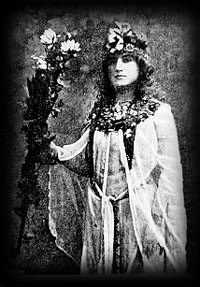
イシスの儀式を行うモイナ・メイザース(1899)

1889年グリモワール『ソロモンの鍵』を翻訳・編集した。1890年ミナと結婚し、彼女はモイナ・メイザースと改名した。1892年、メイザースはパリに妻と移ったが、生活は苦しく妻の友人のアニー・ホーニマンに頼っていた。1892年メイザーズは「秘密の首領」とつながったと宣言し、黄金の夜明け団の第二団であるクリスチャン・ローゼンクロイツ伝説による「ルビーの薔薇と黄金の十字架団」に多くの儀式を提供するなど、同団の参入儀礼を構築した。1896年エドワード・ウィリアム・ベリッジと対立したアニー・ホーニマンを黄金の夜明け団から追放し、経済的に破綻する。1897年、ウェストコットが首領を辞任し、パリにいたメイザースが首領になった。そしてフロレンス・ファーをイギリス代表とした。しかしアデプタス達は他のメンバーとの人格の衝突や、イギリスでの活動の頻繁な欠席のために、メイザースのリーダーシップに不満を募らせていた。また『術士アブラメリンの聖なる魔術の書』を出版した。1899年、イシス・ウラニア神殿はアレイスター・クロウリーのアデプタス・マイナーへの昇格を拒否した。メイザースは決定を覆し、1900年1月16日にパリのアハトル神殿でそれを認め、ロンドンに戻ったクロウリーは承認を要求した。ファーはイシス・ウラニア神殿の閉鎖と、イギリス代表の辞職の意思を表明した。メイザースは、背後にウェストコットがいると信じ、シュプレンゲルの書簡は捏造と暴露した。3月3日、委員会が選出され、問題の完全な調査を要求したが、メイザースは証拠提出を拒否した。23日、メイザースはファーをイギリス代表から解任したが、逆に29日の総会でメイザースの追放が決定された。怒ったメイザースはクロウリーを派遣してブライス・ロードの神殿を奪取しようとしたが失敗した。メイザースは首領を解任され、団を追放される。

### アルファ・エト・オメガ時代

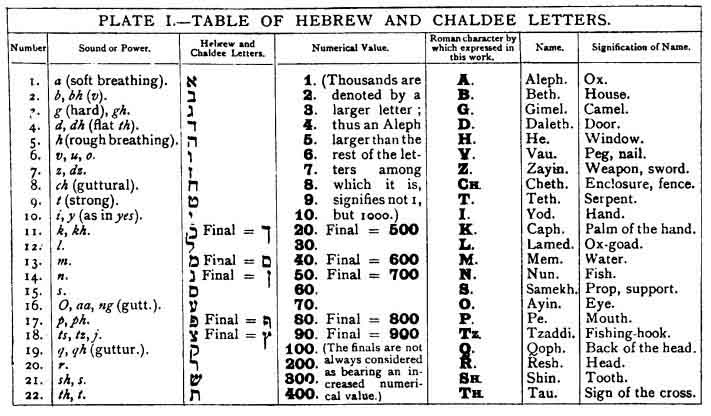
メイザース・テーブル(1922)

メイザースにはウェストン・スーパー・メアとブラッドフォードの神殿がつき、エドワード・W・ベリッジをロンドン代表として、新たな魔術結社「A∴O∴（アルファ・エト・オメガ）」を設立し、黄金の夜明け団は分裂した。1901年アンナ・シュプレンゲルを騙ったローラ・ホロスが逮捕された。1904年『ゴエティア』がアレイスター・クロウリーにより無断で公刊された。1918年パリで死去。アルファ・エト・オメガは妻のモイナ・メイザースが後を継ぎ、ダイアン・フォーチュンらが所属した。ダイアン・フォーチュンによると死因は同年大流行したインフルエンザといわれる。またヘブライ文字を転写するメイザース・テーブルやエノク語などはその後のオカルトに影響を及ぼした。

## 魔法名
- 'S Rioghail Mo Dhream (英語: Royal is my race), 5=6 (アデプタス・マイナー), 黄金の夜明け団
- Deo Duce Comite Ferro (英語: God as my guide, my sword as my companion; 日本語: 神は我が導き手なり、剣は我が同朋なり), 7=4 (アデプタス・イグゼンプタス), 黄金の夜明け団

## 人物
家系に証拠はないが後にスコットランド北部のハイランダーの末裔を自称しマグレガーの性を付け、サミュエル・リドル・マグレガー・メイザース(Samuel Liddell MacGregor Mathers)、またグランストリー伯爵（Comte de Glenstrae)とも名乗った。
アンナ・キングスフォードとエドワード・メイトランドの影響を受け男女平等主義で、黄金の夜明け団は英国薔薇十字協会と違い女性は男性と平等を認められた。メイザースの主な興味は魔術と戦争理論である。ウィリアム・バトラー・イェイツはメイザースは晩年ますますエキセントリックになっていったと指摘した。また絶対菜食主義、非喫煙者だった。
英語、フランス語、ラテン語、ギリシャ語、ヘブライ語、ゲール語、コプト語など多言語を使用した。ロンドンの大英博物館図書閲覧室やパリの造兵廠図書館などで魔術書を渉猟し、『ヴェールを脱いだカバラ』、『ソロモンの大いなる鍵』、『術士アブラメリンの聖なる魔術の書』、『アルマデル奥義書』、他にもゴエティアはアレイスター・クロウリーに『ソロモン王のゴエティアの書』として無断で公刊されるなど多くの翻訳・編集を行った。メイザースはエノク語を儀式の一部として黄金の夜明け団に取り入れた。
アレイスター・クロウリーとは黄金の夜明け団では弟子として寵愛していたが、その後対立し、1917年ムーンチャイルド(小説)で魔法名からSRMDという名前の主な悪役として描かれた。

## 著書

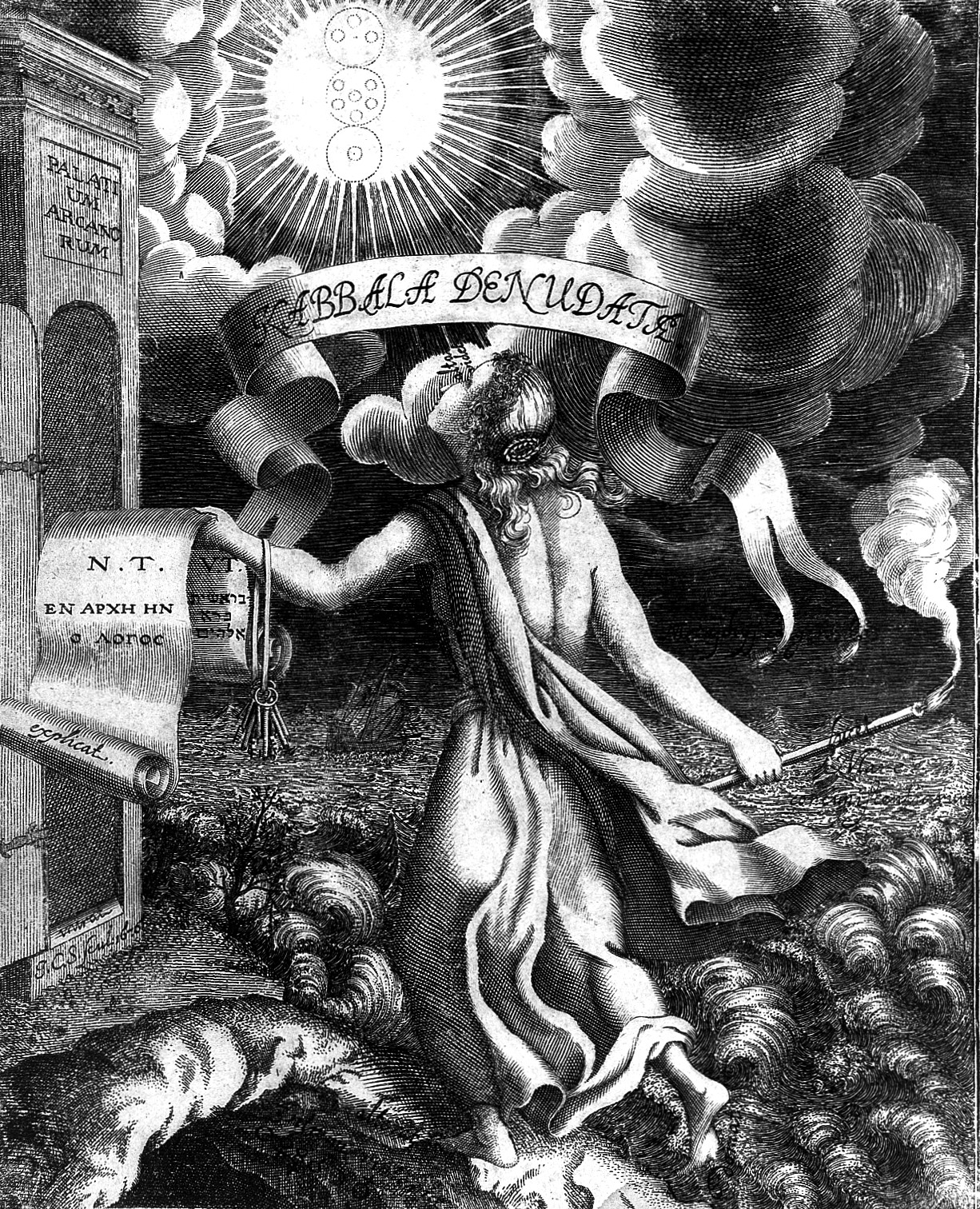
クリスティアン・クノール・フォン・ローゼンロート男爵『カバラ・デーヌーダータ』

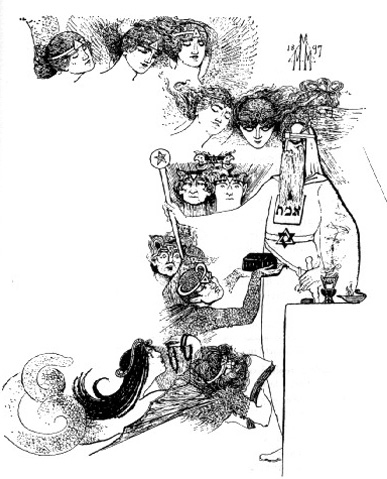
『アブラメリンの魔術』モイナ・メイザースの挿絵

- 『歩兵運動演習における実践的指導』（原題『Practical Instruction in Infantry Campaigning Exercise. Translated from the French』1884年、City of London Publishing Co.）

メイザースの最初の本でフランスの軍隊マニュアルの翻訳である。
- 『グラナダの陥落、その他の詩』（原題『Fall of granada : a poem, etc.』1885年、ウィリアム・ストラーン（英語版））
- 『ヴェールを脱いだカバラ』（原題『The Kabbalah Unveiled』1887年、ラウトレッジ）/（判田格訳、2000年、国書刊行会、ISBN 978-4336042507）

アラム語の『ゾーハル』を、クリスティアン・クノール・フォン・ローゼンロートがカバラ・デーヌーダータでラテン語訳した。それをメイザースが英訳し注釈したものである。
- 『ソロモンの大いなる鍵』（原題『The Key of Solomon The King』1889年）
- 『アブラメリンの魔術』（原題『The Book of the Sacred Magic of Abramelin the Mage』1897年）

隠棲して聖守護天使との知遇を得ることにより、悪魔を使役してさまざまな願いを叶えることができると説く魔術書。　『レメゲトン』（原題『The Lesser Key of Solomon』1904年）
- 『アルマデル奥義書』（原題 『The Grimoire of Armadel』 1980年、ラウトレッジ、ISBN 978-0710000835）
- 『占いカード タロット、そのオカルトの意味...そして遊び方など』（原題『Fortune-telling Cards. The Tarot, its occult signification ... and method of play, etc.』、1888年、George Redway）

メイザースのタロット解説書

## 登場作品
- 鎌池和馬『とある魔術の禁書目録』黄金夜明け団で登場。
- 石踏一榮『ハイスクールD×D』サーゼクス・ルシファーの眷属の「僧侶」で登場。